# Calandrella raytal
A Calandrella raytal a verébalakúak (Passeriformes) rendjébe, ezen belül a pacsirtafélék (Alaudidae) családjába és a Calandrella nembe tartozó, 12-13 centiméter hosszú madárfaj. Banglades, India, Irán, 
Mianmar, Nepál, Pakisztán folyó- és tengerparti homokos, dűnés területein él. Magokkal, rovarokkal, apró csigákkal táplálkozik. Februártól májusig költ.

## Alfajok
- C. r. adamsi (Hume, 1871) – délkelet-Irán, Pakisztán, északnyugat-India;
- C. r. raytal (Blyth, 1845) – észak-India, Nepál, Banglades, középső és dél-Mianmar;
- C. r. krishnakumarsinhji (Vaurie & Dharmakumarsinhji, 1954) – nyugat-India.

## Fordítás
- Ez a szócikk részben vagy egészben  a   Sand lark című angol Wikipédia-szócikk fordításán alapul.  Az eredeti cikk szerkesztőit annak laptörténete sorolja fel. Ez a jelzés csupán a megfogalmazás eredetét és a szerzői jogokat jelzi, nem szolgál a cikkben szereplő információk forrásmegjelöléseként.